# ويليام والاس كيمبل
ويليام والاس كيمبل (بالإنجليزية: William Wallace Kimball)‏ هو شخصية أعمال أمريكي، ولد في 1828 في مقاطعة أكسفورد في الولايات المتحدة، وتوفي في 1904 في شيكاغو في الولايات المتحدة.